# Vega de Espinareda
Vega de Espinareda (asztur-leóni nyelven La Veiga d'Espinareda) település Spanyolországban, León tartományban. Lakosainak száma 2007 fő (2024).

## Földrajza
Vega de Espinareda Sancedo, Arganza, Cacabelos, Villafranca del Bierzo, Cervantes, Candín, Fabero, Berlanga del Bierzo, Cubillos del Sil és Toreno községekkel határos.

## Népesség
A település lakosságának változását az alábbi diagram mutatja:
| Lakosok száma | 2894 | 2705 | 2560 | 2503 | 2419 | 2321 | 2210 | 2069 | 2018 | 2007 |
|               | 2001 | 2004 | 2007 | 2009 | 2012 | 2014 | 2017 | 2019 | 2022 | 2024 |